# Assegnato

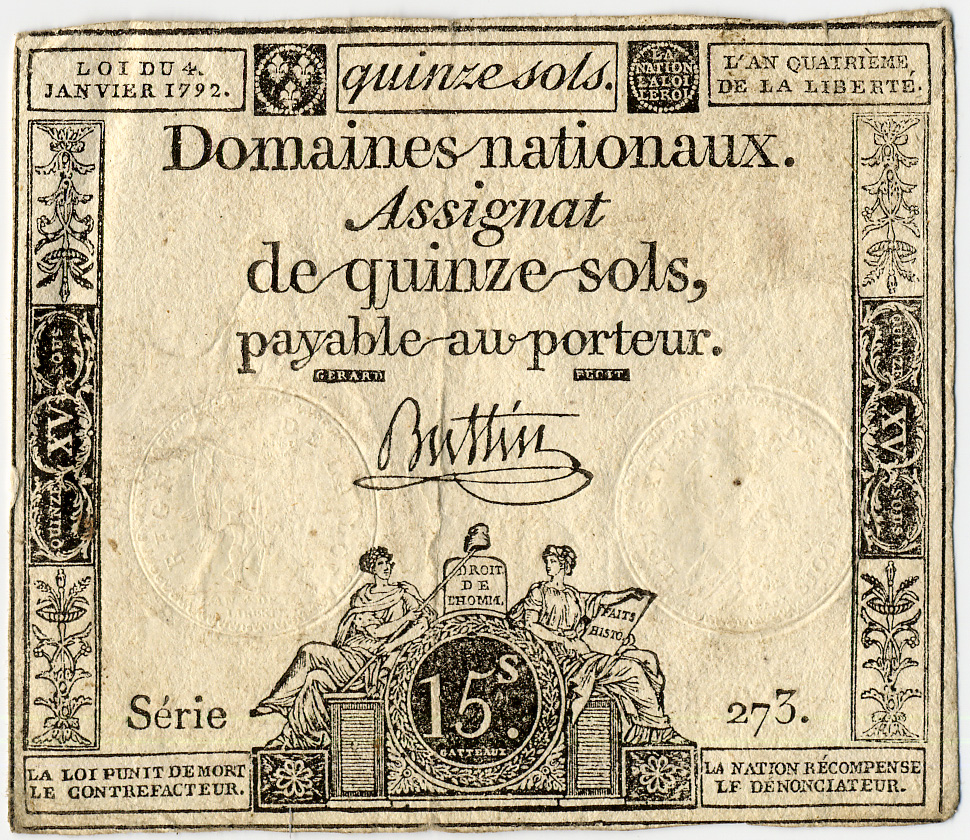
Assegnato da 15 sols

L'assegnato (in francese assignat) fu una moneta cartacea istituita durante la Rivoluzione francese.
Inizialmente era un titolo di prestito emesso dal Tesoro nel 1789, il cui valore era assegnato sui "beni nazionali". Nel 1791 divenne una moneta cartacea e le assemblee rivoluzionarie ne moltiplicarono le emissioni, causando una forte inflazione.
Il corso legale degli assegnati venne soppresso nel 1797.

## Storia

### Confisca e privatizzazione dei beni ecclesiastici

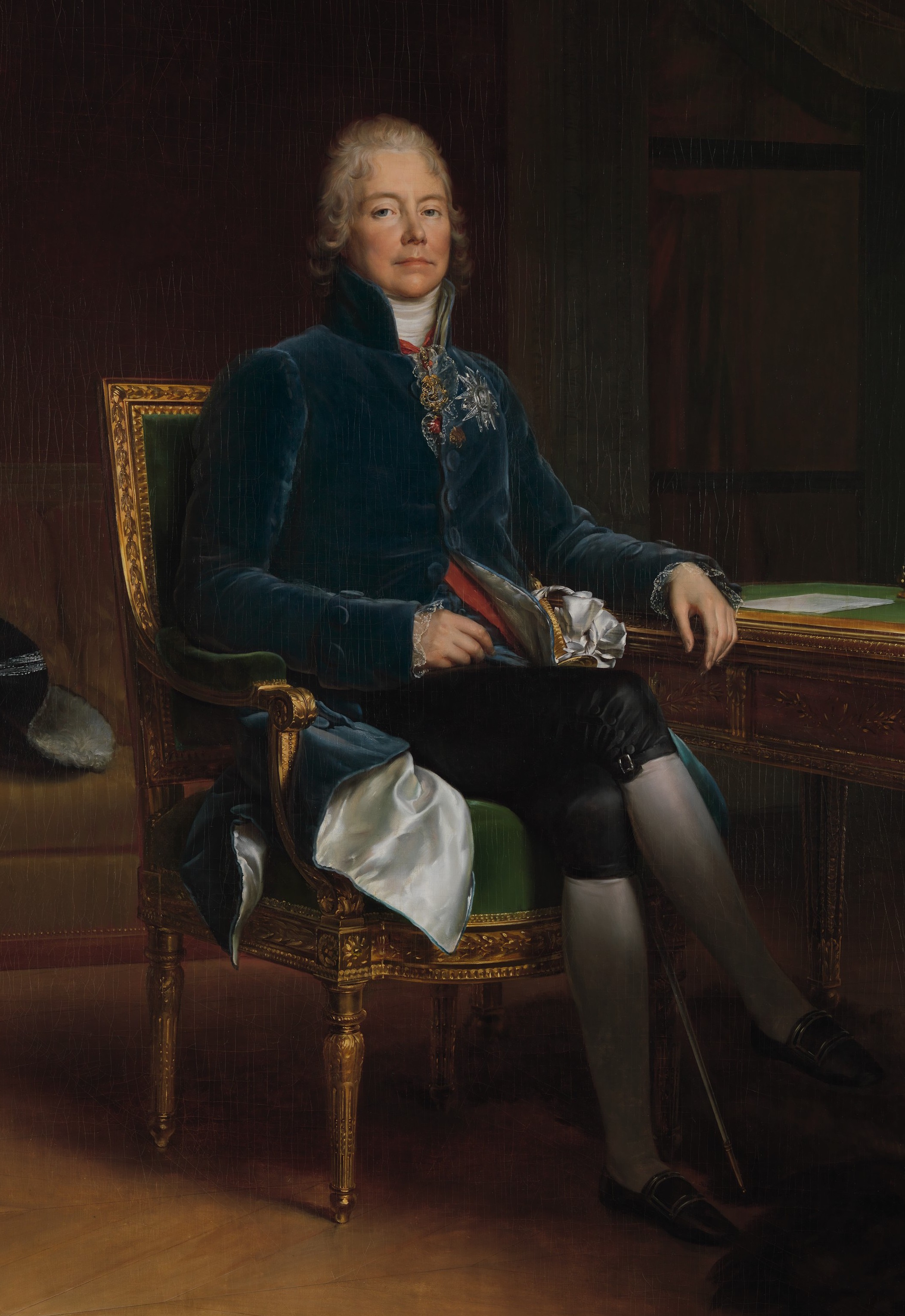
Talleyrand, iniziatore della confisca dei beni del clero

Qualche mese dopo la Rivoluzione, le finanze dello Stato erano catastrofiche. Per risolvere questo problema, il vescovo Talleyrand, deputato all'Assemblea nazionale costituente, ebbe l'idea di confiscare i beni accumulati dalla Chiesa cattolico-romana per il sostentamento del suo clero. Così, il 2 novembre 1789 l'Assemblea nazionale decise che tutti i benefici ecclesiastici e le mense vescovili fossero «messi a disposizione della nazione». Questi beni furono da quel momento nazionalizzati, destinati a essere messi all'asta per salvare le finanze dello Stato.
Questo apporto di patrimonio, valutato circa 3 miliardi di livre, di fatto, fu una grande riserva che aiutò le finanze pubbliche. La messa in vendita fu affidata ad una Cassa straordinaria creata il 19 dicembre.
Il problema era che per la vendita di tanti beni occorreva del tempo, come minimo un anno. Si trattava di un periodo troppo lungo, le casse dello Stato si sarebbero svuotate e la crisi sarebbe tornata prima che tutto fosse venduto.
L'assemblea decretò dunque che quattrocento milioni sarebbero stati emessi in "assegnati" pagabili sulle riscossioni della cassa straordinaria, nella quale sarebbero ricaduti nel tempo i fondi provenienti dalle vendite dei beni ecclesiastici, quelli di alcuni demani della corona e infine il contributo straordinario di un quarto sulle rendite annue di ogni cittadino: era nato l'assegnato.

### Inizi
Poiché era impossibile vendere tutti insieme i beni del clero, furono emessi dei biglietti che rappresentavano il valore di questi beni. Chiunque desiderava comprare dei beni nazionali doveva farlo attraverso gli assegnati. Bisognava quindi che si comprassero degli assegnati dallo Stato e così lo Stato veniva in possesso di moneta. Una volta effettuata la vendita, gli assegnati, ritornati nelle mani dello Stato, dovevano essere distrutti. Così lo Stato veniva in possesso della moneta prima ancora di vendere i beni.
I primi biglietti emessi avevano un valore di 1000 livre, la vecchia moneta francese. Un valore così grande non li rendeva idonei a essere messi in circolazione tra la popolazione, ma il loro scopo era unicamente di far rientrare tutta insieme la moneta nelle casse dello Stato. Il valore totale della prima emissione fu di 400 milioni di livre.
Anche se l'idea era semplice e anche facile da realizzare, tuttavia era lontana da ottenere l'unanimità dei voti all'Assemblea nazionale costituente. Anzi alcuni deputati come lo stesso Talleyrand, Condorcet o anche Du Pont de Nemours erano assolutamente contrari. Secondo loro la grande debolezza dell'assegnato era che ci sarebbero stati più assegnati in circolazione rispetto al reale valore dei beni nazionali. C'era quindi il pericolo che sarebbe stato impossibile coprire il rimborso di tutti gli assegnati se fossero stati ritirati tutti contemporaneamente. Un altro punto era la facilità di falsificazione con le tecnologie dell'epoca. C'era dunque un forte rischio di trovare in circolazione una quantità di assegnati nettamente superiore a quelli emessi. Conseguentemente gli assegnati non avrebbero più avuto alcun valore.
All'inizio del 1790 si ebbero i primi problemi. Il 30 marzo, Anne-Pierre de Montesquiou-Fézensac dichiarò, parlando degli assegnati, che erano «il più costoso e disastroso dei prestiti».

### Svalutazione
Il 17 aprile l'assegnato fu trasformato in carta-moneta e lo Stato, sempre a corto di liquidità, lo utilizzò per tutte le sue spese correnti. La situazione si complicò. Lo Stato non distrusse gli assegnati che gli ritornavano e anzi stampò più assegnati del valore reale dei beni nazionali. Jacques Necker, allora Ministro delle Finanze, essendo contrario alla trasformazione degli assegnati in carta-moneta, si dimise in settembre.
L'assegnato continuò a perdere valore: nel periodo dal 1790 al 1793 gli assegnati persero il 60% del loro valore.
Benché il valore degli assegnati si fosse ridotto, i prezzi di aggiudicazione ai pubblici incanti dei beni nazionali rimanevano tuttavia molto elevati per le classi popolari e solo la classe agiata poteva acquistarli. Fu così che molti si arricchirono enormemente ed acquistarono grandi terreni e fabbricati per somme irrisorie rispetto al loro valore reale.
Per sostenere l'assegnato furono votate molte leggi, come la chiusura della Borsa e la fine della pubblicazione dei tassi di cambio nel 1793, in modo da limitare la speculazione. Con l'inizio del regime del Terrore nello stesso anno, la non accettazione dell'assegnato era motivo per la pena di morte.
Malgrado ciò il potere politico non si preoccupò della crisi economica e lo Stato continuava sempre più a emettere assegnati. E fu così che nel 1796 circa 45 miliardi di livre di assegnati erano in circolazione, mentre la somma complessiva degli assegnati non avrebbe mai dovuto superare i 3 miliardi, valore dei beni del clero.
L'Inghilterra, che era allora il più grande nemico della Francia, iniziò a produrre dei falsi assegnati per accelerare la crisi economica della Francia.

### Fine

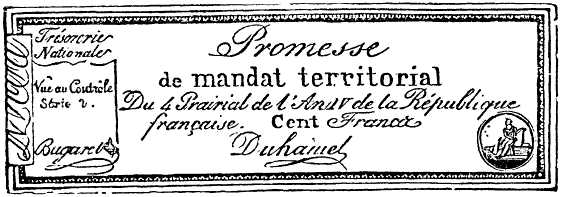
Promessa di mandato territoriale.

Per decisione del Direttorio, l'assegnato fu finalmente abbandonato quando, il 30 piovoso, anno IV della Repubblica (19 febbraio 1796) in forma pubblica in place Vendôme furono bruciate le tavole con i biglietti, i punzoni, le matrici e i timbri usati per stamparli.
Il 18 marzo gli assegnati furono ritirati e sostituiti da un nuovo biglietto, il mandato territoriale. Il nuovo biglietto fu cambiato su una base di 30 "franchi assegnato" per un "franco mandato". Anche il "mandato territoriale" ha conosciuto la stessa storia dell'assegnato. Il suo deprezzamento fu ancora più rapido del suo predecessore. Il 4 febbraio 1797 fu ritirato dalla circolazione e il suo posto fu preso da moneta sonante.
Anche se a prima vista l'assegnato può essere considerato una pura sconfitta, la sua creazione ha molto probabilmente impedito il fallimento immediato dello stato francese e quindi le conseguenze per la Rivoluzione francese sono state particolarmente importanti.

### Falsi
Le scarse difficoltà a imitare queste monete furono in qualche modo un incoraggiamento per i falsari, che li crearono un po' dovunque. Si trovarono delle stamperie rudimentali perfino nelle prigioni. La maggior parte dei falsi erano assai grossolani e facilmente riconoscibili, ma altri erano praticamente non identificabili, specialmente i falsi stampati a Londra. I nemici della Repubblica incoraggiarono, in effetti, la stampa di falsa carta moneta per mettere in difficoltà l'economia francese. La tipografia londinese era stata fondata da nobili vandeani sotto la direzione del conte Joseph de Puisaye, con il supporto e incoraggiamento del duca d'Harcourt. Li producevano in enormi quantità, e con la rotta vandeana, dopo lo Quiberon, Hoche nel suo rapporto annunciò che aveva trovato dieci miliardi di falsi assegnati nei bagagli dell'armata vinta.
In tempi contemporanei sono stati fabbricati dei falsi per il mercato dei collezionisti. Per questi si parla di «veri falsi» (falsi d'epoca), in opposizione ai falsi attuali.

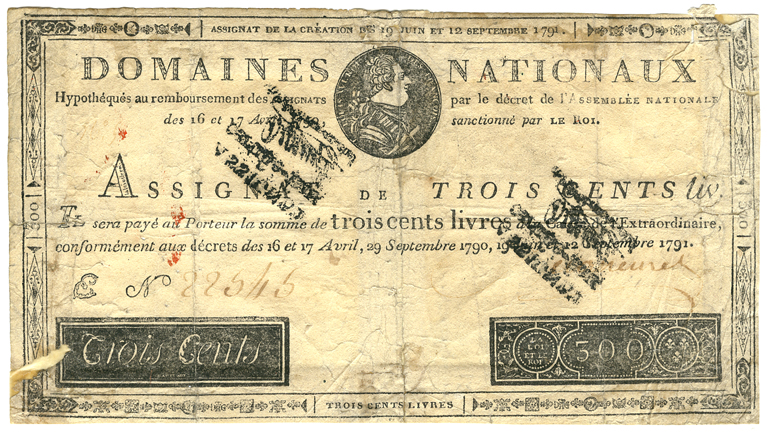
Falso assegnato da 300 livre. Sul retro reca il timbro: « Assignat certifié faux - Deperey - Vérificateur en chef »
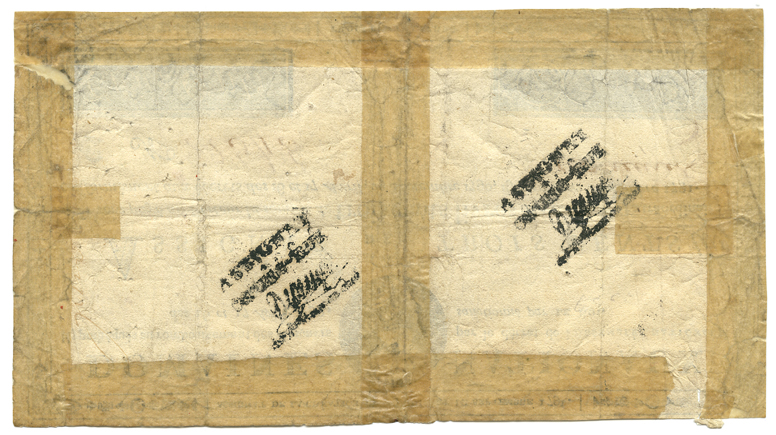
Retro del falso assegnato da 300 livre con il timbro del verificatore
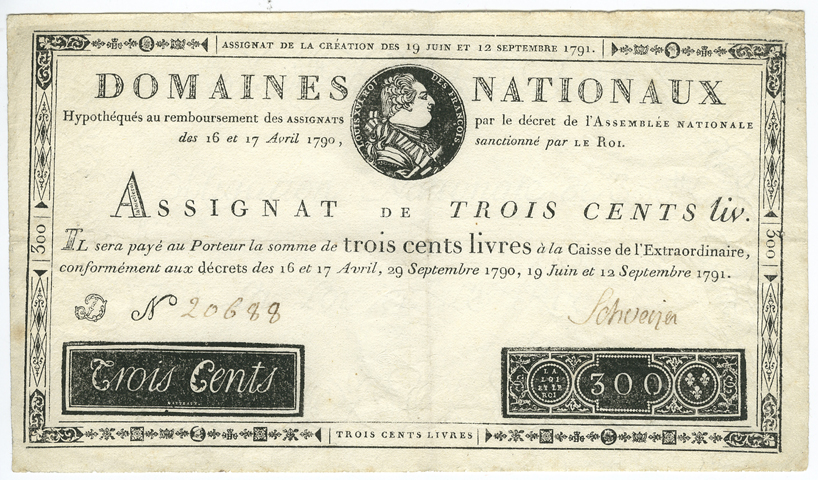
L'assegnato autentico che è servito di modello al falso.

## Repubblica romana

Assegnato da Paoli Dieci

Anche nella Repubblica romana, con la legge 23 fruttidoro dell'anno sesto repubblicano (14 settembre 1798), fu deciso di emettere degli assegnati e il 7 Complementario il Consolato emise le istruzioni per la loro stampa.
La valuta usata fu il paolo, la vecchia valuta dello stato pontificio, detta anche giulio, che valeva 2 grossi ossia 10 baiocchi.